# Стохастический резонанс
Стохастический резонанс — усиление периодического сигнала под действием белого шума определенной мощности. Является универсальным явлением, присущим многим нелинейным системам, находящимся под внешним воздействием одновременно хаотического и слабого периодического воздействия.

## История
Термин «стохастический резонанс» был введен в 1981 году в статье Р. Бенци, А. Сутера и А. Вульпиани, в которой авторы исследовали периодичность наступления ледниковых периодов и обнаружили усиление слабого сигнала при наложении шума. В 1983 году это явление было подробно исследовано в триггере Шмитта и потом было открыто во многих физических, химических и биологических системах.

## Описание явления
Рассмотрим какую-либо бистабильную систему, обладающую к тому же диссипацией. Под действием достаточного внешнего воздействия система сможет перейти в другое состояние. Если достаточное внешнее воздействие периодическое, то система также будет периодически переходить из одного состояния в другое. Но недостаточное (подпороговое) воздействие не вызовет отклика системы.
Если внешнее воздействие беспорядочно (шум), то система хаотически «блуждает», и спустя неопределённое время, средняя величина которого зависит от мощности шума, сможет перескочить из одного положения в другое. Динамика таких скачков будет беспорядочной.
Рассмотрим теперь суммарный эффект подпорогового периодического и хаотического воздействий. Само по себе подпороговое периодическое возмущение не сможет перебросить систему в другое состояние, однако шум помогает этому, подводя воздействие к «критическому» состоянию. В результате в отклике системы проявляется периодичность, как раз определяемая слабым периодическим воздействием.
Оптимальной (приводящей к максимальному отношению сигнала к шуму) является такая мощность шума, при которой характерное время жизни системы в одном состоянии равно половине периода периодического возмущения. Слишком сильный или слишком слабый шум приводят к меньшей чувствительности системы к слабому периодическому воздействию.

## Условия для возникновения стохастического резонанса
- Система должна быть нелинейной, иначе отклик системы на суммарное воздействие будет просто суммой откликов и не приведет ни к каким новым эффектам.
- Система должна обладать по крайней мере двумя стабильными или метастабильными состояниями. Это может быть как бистабильная система, так и система с долгоживущим метастабильным возбужденным состоянием.

## Системы, демонстрирующие стохастический резонанс
- динамика ледниковых периодов на Земле
- динамика североатлантического климата
- накачка в кольцевом лазере
- органы чувств у ряда животных
- биологические и искусственные нейроны [2]
- сверхрегенеративный радиоприемник

### Обзорные статьи
- Стохастический резонанс как индуцированный шумом эффект увеличения степени порядка, Анищенко В. С. и др., УФН, т.169, 1999, N1.
- Stochastic resonance, Rev.Mod.Phys. 70, 223—287 (1998).

### Популярные заметки
- Стохастический резонанс — из архивов «Научной Лаборатории Школьников».
- Польза от шума, или Как веслонос ловит дафний — «Природа», 2000, N2. ()
- Роль случайности в закономерности изменений климата — из архивов журнала Scientific.ru.
- Мешает ли шум слышать? — Компьютерра, N23, 2000.
- Базарная логика — Компьютерра, № 14(778) 2009.